# Матју Кaсовиц
Матју Кaсовиц (фр. Mathieu Kassovitz; 3. август 1967. године, Париз, Ил де Франс), француски је филмски редитељ, сценариста и глумац.